# Jake Squared
Jake Squared è un film del 2013 diretto da Howard Goldberg.

## Trama
Un regista si propone di realizzare un nuovo progetto per capire come ha rovinato ogni relazione che ha avuto.  Ma le riprese sfuggono al suo controllo e finisce per avere quella che può essere un'esperienza mistica, un esaurimento nervoso, o entrambe le cose, poiché i suoi sé e i suoi amori passati lo raggiungono letteralmente e istericamente.